# El Coral
El Coral là một khu tự quản thuộc tỉnh Chontales, Nicaragua. Khu tự quản El Coral có diện tích 306 ki lô mét vuông. Đến thời điểm năm 2005, huyện El Coral có dân số 7039 người.